# Nemzeti Bajnokság I 1903
La Nemzeti Bajnokság I 1903 fue la tercera edición del Campeonato de fútbol de Hungría. El campeón fue el Ferencvárosi TC, que conquistó su primer título de liga. Descendió a la NBII el Törekvés y el goleador fue Jenő Károly del MTK Budapest, con 15 goles. Se otorgaron dos puntos por victoria, uno por empate y ninguno por derrota.

## Tabla de posiciones
|   | Equipo          | PJ | PG | PE | PP | GF | GC | DG  | Pts | Notas      |
| - | --------------- | -- | -- | -- | -- | -- | -- | --- | --- | ---------- |
| 1 | Ferencvárosi TC | 14 | 10 | 1  | 3  | 51 | 11 | +40 | 21  | Campeón    |
| 2 | Budapesti TC    | 14 | 8  | 3  | 3  | 34 | 9  | +25 | 19  |            |
| 3 | MTK             | 14 | 9  | 0  | 5  | 41 | 17 | +24 | 18  |            |
| 4 | Postás          | 14 | 7  | 3  | 4  | 28 | 12 | +16 | 17  |            |
| 5 | 33 FC           | 14 | 6  | 3  | 5  | 23 | 32 | -9  | 15  |            |
| 6 | MÚE             | 14 | 5  | 1  | 8  | 12 | 25 | -13 | 11  |            |
| 7 | Magyar AC       | 14 | 4  | 1  | 9  | 19 | 40 | -21 | 9   |            |
| 8 | Törekvés        | 14 | 1  | 0  | 13 | 6  | 68 | -62 | 2   | Descendido |

PJ = Partidos jugados; PG = Partidos ganados; PE = Partidos empatados; PP = Partidos perdidos; GF = Goles a favor; GC = Goles en contra; DG = Diferencia de gol; Pts = Puntos